# Арнавуткој
Арнавуткој (тур. Arnavutköy, што значи: албанско село) је округ у Турској у вилајету Истанбул. Према процени из 2009. у округу је живело 171.523 становника.

## Становништво
Према процени, у граду је 2009. живело 171.523 становника.
| 1990.  | 2000.  |
| ------ | ------ |
| 42.749 | 98.930 |